# آرامگاه بابا رمضان
آرامگاه بابا رمضان مربوط به اواخر دوره قاجار است و در شهرستان کلات، حاشیه جنوبی روستای بابارمضان واقع شده و این اثر در تاریخ ۱۳ بهمن ۱۳۸۸ با شمارهٔ ثبت ۲۹۰۷۰ به‌عنوان یکی از آثار ملی ایران به ثبت رسیده است.